# يان بيرين
يان بيرين (بالفرنسية: Yann Perrin)‏ هو لاعب إسكواش فرنسي، ولد في 1 أغسطس 1985 في إبنال في فرنسا.

## وصلات خارجية
- يان بيرين على موقع SquashInfo.com (الإنجليزية)